# Sojus TM-7
Sojus TM-7 ist die Missionsbezeichnung für den Flug eines sowjetischen Sojus-Raumschiffs zur sowjetischen Raumstation Mir. Es war der siebente Besuch eines Sojus-Raumschiffs bei der Raumstation Mir und der 83. Flug im sowjetischen Sojusprogramm.

## Besatzung

### Startbesatzung
- Alexander Alexandrowitsch Wolkow (2. Raumflug), Kommandant
- Sergei Konstantinowitsch Krikaljow (1. Raumflug), Bordingenieur
- Jean-Loup Chrétien (2. Raumflug), Wissenschaftskosmonaut ( CNES/ Frankreich)

### Ersatzmannschaft
- Alexander Stepanowitsch Wiktorenko, Kommandant
- Alexander Alexandrowitsch Serebrow, Bordingenieur
- Michel Tognini, Wissenschaftskosmonaut ( CNES/ Frankreich)

### Rückkehrbesatzung
- Alexander Alexandrowitsch Wolkow (2. Raumflug), Kommandant
- Sergei Konstantinowitsch Krikaljow (1. Raumflug), Bordingenieur
- Waleri Wladimirowitsch Poljakow (1. Raumflug), Wissenschaftskosmonaut

## Missionsüberblick
Der Start erfolgte am 26. November 1988 vom sowjetischen Weltraumbahnhof Baikonur in der Kasachischen SSR. Eigentlich sollte der Start am 21. November erfolgen, wurde jedoch verschoben, damit der französische Premierminister François Mitterrand diesem beiwohnen konnte. Während des Aufenthaltes auf der Mir unternahmen Chrétien und Wolkow Außenbordeinsätze, die fünf Stunden und 57 Minuten dauerten. Sie dienten der Installation eines Gestells für fünf Probenuntersuchungen, die unter anderem für das Hermesprogramm der ESA bestimmt waren. Außerdem wurde das ERA-Experiment installiert.
Wolkow und Krikaljow flogen als Ablösung von Titow und Manarow zur Mir, während Chretien lediglich drei Wochen an Bord der Station arbeitete. In dieser Zeit wurden Experimente zu 16 Komplexen durchgeführt. So wurden topografische und spektrografische Aufnahmen der Erdoberfläche angefertigt, röntgenastronomische Forschungen betrieben, biologische und medizinische Untersuchungen vorgenommen. Dazu gehörten Bluttests, Beobachtungen zum Zusammenwirken von Augen- und Muskelfunktionen, die Untersuchung der Anpassung an die Schwerelosigkeit sowie der Herztätigkeit. Zusätzlich wurde die kosmische Strahlung innerhalb der Station gemessen.
Die vierte Stammbesatzung absolvierte anschließend ein umfangreiches Forschungsprogramm mit mehr als 5000 Einzelexperimenten zu den Fachgebieten Röntgen- und Ultraviolettastronomie sowie Spektroskopie, Solar- und Atmosphärenforschung, Erderkundung, Medizin, Technik, Biologie und Materialwissenschaft. So wurden einzelne starke Röntgenquellen mit dem Röntgenteleskop beobachtet, darunter Skorpion X-1, Centaur X-3, die Supernova 1987A, Pulsare im Sternbild Segel und in der kleinen Magellanschen Wolke. Mit dem UV-Spektrometer und dem Teleskop Glasar im Modul Kwant wurden einzelne Himmelsgebiete in den Sternbildern Kreuz des Südens, Auriga, Kassiopeia und Puppis durchgemustert. Dabei wurden auch Sternspektren aufgenommen. Mehrfach wurde dies auch bei der Supernova 1987-A vorgenommen, um eine zeitliche Veränderung ihres Spektrums feststellen zu können. Weitere Studienziele waren das Feststellen von Umweltbelastungen, die Dichte der Ozonschicht und die Auswirkungen hochenergetischer Strahlung auf die Erdatmosphäre. In der Hochatmosphäre wurde die Entstehung geladener Partikel untersucht. Wiederum wurden viele fotografische Aufnahmen und Spektren von Teilen der Erdoberfläche angefertigt. Medizinische Forschungen betrafen die Anpassung an die Schwerelosigkeit, Blutzirkulation, -druck und -zusammensetzung speziell an den Sinnesorganen und am Vestibulatorsystem, der Kalziumverlust des Körpers und das Herz-Kreislauf-System durch den Arzt Poljakow. Weiterhin wurde das Pflanzenwachstum in der Schwerelosigkeit untersucht, hochreine biologisch aktive Präparate hergestellt, optische Glasschmelzen produziert sowie neue Halbleitermaterialien und Metalllegierungen erprobt. Außerdem wurde das Elektroniksystem an Bord der Station erweitert, neue Anlagen zur Klimaregulierung installiert und Wartungsarbeiten durchgeführt. Notwendige Materialien und Versorgungsgüter wurden mit den Transportraumschiffen Progress 38 bis 41 geliefert. Nach dem Abschluss der Forschungsarbeiten wurde die Station in einen automatischen Betriebsmodus versetzt.
Die Landung erfolgte am 27. April 1989 nach 2450 Erdumrundungen rund 140 Kilometer nordöstlich von Dscheskasgan im heutigen Kasachstan. Der Flug dauerte damit 151 Tage, elf Stunden, acht Minuten und 24 Sekunden.